# EMac
De eMac was een variant van de iMac van computerfabrikant Apple. De eMac beschikte over een G4-processor, een CRT-beeldscherm met een diagonaal van 43 cm (17") met vlakke voorzijde, ingebouwde luidsprekers en diverse aansluitmogelijkheden voor randapparatuur.
Deze Mac was tot de lancering van de Mac mini de goedkoopste Macintosh op de markt. Waar de i bij de iMac voor internet staat, staat de e bij eMac voor educatie; de eMac was door Apple speciaal voor de onderwijsmarkt bedoeld. Wegens de grote vraag naar de eMac werd deze later ook aan particulieren geleverd.
In 2005 besloot Apple de eMac weer alleen aan onderwijsinstellingen te verkopen, omdat de lcd-technologie die in de iMac wordt gebruikt toen betaalbaar werd voor de consument. In juli 2006 werd de eMac vervangen door een 43cm-iMac Core Duo met een harde schijf van 80 GB (tegenover 160 GB in de consumenten iMac), een Intel GMA 950-, grafische chipset (tegenover de Radeon X1600), een ComboDrive (tegenover de SuperDrive) en zonder ingebouwde Bluetooth en een Apple Remote. Hierdoor was deze eMac ruim 500 euro goedkoper dan de iMac, wat zeer gunstig is voor onderwijsinstellingen.